# الإمبراطورية الفرنسية الثانية

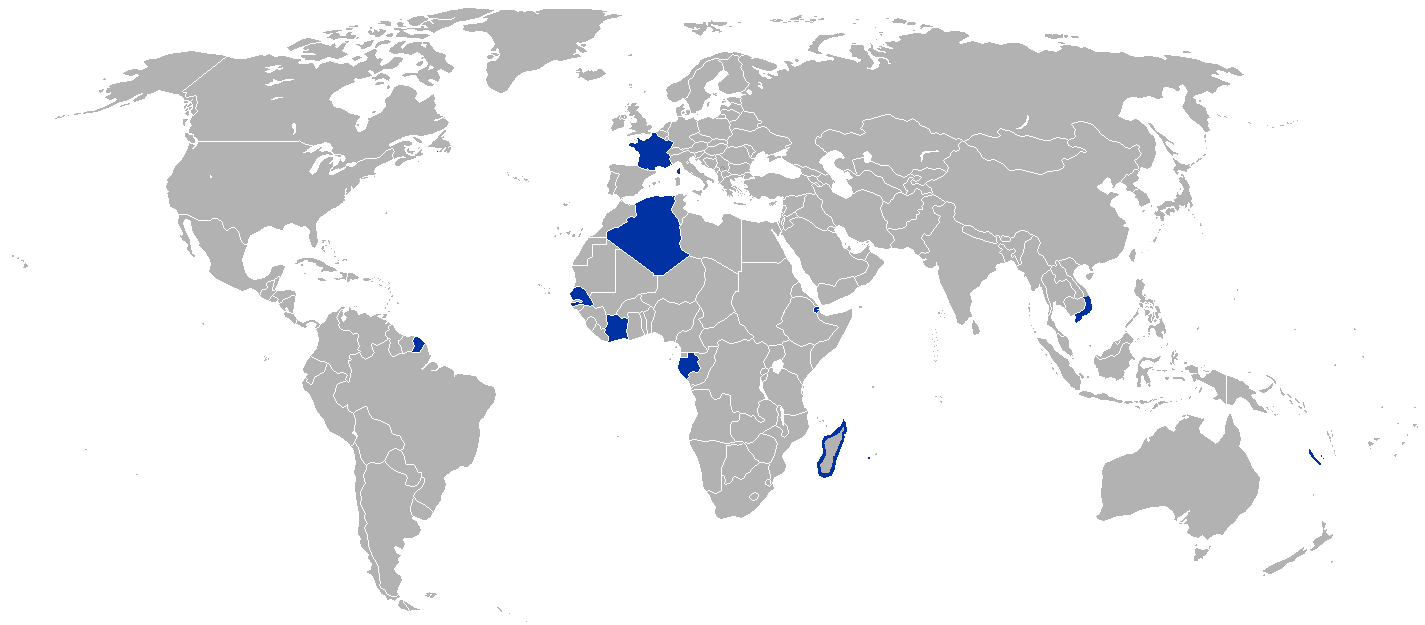
خريطة الإمبراطورية الفرنسية الثانية

كانت الإمبراطورية الفرنسية الثانية (بالفرنسية: Second Empire)، المعروفة رسميًا باسم الإمبراطورية الفرنسية (بالفرنسية: Empire français)، النظام الإمبراطوري البونابارتي لنابليون الثالث منذ العام 1852 حتى 1870، بين الجمهوريتين الفرنسيتين الثانية والثالثة.
غالبًا ما انتقد المؤرخون في ثلاثينيات وأربعينيات القرن العشرين الإمبراطورية الثانية معتبرين إياها مقدمة للفاشية. لم يعد ينشر هذا التفسير، وبحلول أواخر القرن العشرين كانوا يعتبرونها نموذجًا رائدًا لنظام التحديث. قيّم المؤرخون عمومًا الإمبراطورية بشكلٍ سلبي عندما يتعلّق الأمر بسياستها الخارجية، ويقيمونها أكثر إيجابية عند النظر لسياساتها المحلية، خاصة عندما حرر نابليون الثالث حكمه بعد العام 1858 وشجع الأعمال والصادرات الفرنسية. جاءت أعظم الإنجازات في التحسينات المادية، على هيئة شبكة سكة حديد كبيرة سهلت التجارة وربطت الأمة وجعلت باريس مركزًا لها. كان لسكة الحديد هذه تأثير في تحفيز النمو الاقتصادي وتحقيق الرخاء في معظم مناطق البلاد. تُعطى الإمبراطورية الثانية الفضل الكبير في إعادة بناء باريس بشوارع واسعة ومباني عامة مذهلة ومناطق سكنية جذابة للغاية للباريسيين الراقيين. في السياسة الدولية، حاول نابليون الثالث السير على خطى عمه، فشارك في العديد من المشاريع الإمبراطورية حول العالم بالإضافة إلى العديد من الحروب في أوروبا. مستخدمًا أساليب قاسية للغاية، بنى الإمبراطورية الفرنسية في شمال إفريقيا وجنوب شرق آسيا. هذا وسعى نابليون الثالث إلى تحديث الاقتصاد المكسيكي وجذبه للمدار الفرنسي، لكن مساعيه باءت بالفشل الذريع.  أساء نابليون الثالث التعامل مع التهديد من بروسيا، وبحلول نهاية عهده، وجد نفسه بدون حلفاء في مواجهة القوة الألمانية الساحقة.

## تاريخها

### انقلاب العام 1851
في الثاني من ديسمبر من العام 1851، قام لويس نابليون بونابرت، الذي انتخب رئيسًا للجمهورية، بانقلاب من خلال حل الجمعية الوطنية دون أن يكون له الحق الدستوري للقيام بذلك، ليصبح بهذه الخطوة الحاكم الوحيد لفرنسا، فأعاد حق الاقتراع العام الذي ألغته الجمعية من قبل، وقد حظيت قراراته بتأييد شعبي في استفتاء أجري في وقت لاحق من ذلك الشهر وكانت نسبة التأييد في التي بلغت 92% استثنائية.
في نفس الاستفتاء تمت الموافقة على دستور جديد. أُصدرت الوثيقة الجديدة رسميًا في يناير 1852، وأصبح بنتيجتها لويس نابليون رئيسًا لمدة 10 سنوات، مع غياب أية قيود على إعادة انتخابه. ركز الدستور الجديد عمليًا كل السلطة الحاكمة في يديه، لكنه لك يتكتف بكونه رئيسًا سلطويًا. بمجرد أن وقع الوثيقة الجديدة لتصبح قانونًا نافذًا، شرع في استعادة الإمبراطورية. استجابةً لطلباته الرسمية لعودة الإمبراطورية، قرر مجلس الشيوخ إجراء استفتاء ثانٍ في نوفمبر، والذي وافق لشعب من خلاله بنسبة 97% على التعيدلات التي اقترحها الرئيس. كما هو الحال مع استفتاء ديسمبر من العام 1851، خُلقت معظم الأصوات التي صوتت «نعم» من فراغ.
أعيد تأسيس الإمبراطورية رسميًا في 2 ديسمبر 1852، وأصبح الأمير - الرئيس «نابليون الثالث، إمبراطور فرنسا». ركز الدستور الكثير من السلطة بين يديه لدرجة أن التغييرات الجوهرية الوحيدة كانت استبدال كلمة «رئيس» بكلمة «إمبراطور» وتحويل الحكم ليصبح وراثيًا. أصبح الاستفتاء الشعبي علامة مميزة على البونابرتية، وهو ما سيعتمده شارل ديغول في وقت لاحق.

### بدايات عهده
مع تمتعه بسلطات شبه دكتاتورية، جعل نابليون الثالث بناء نظام سكك حديدية جيد أولوية قصوى. وحّد ثلاثين خطًا صغيرًا غير مكتمل في ست شركات كبرى تستخدم باريس محورًا. نمت باريس بشكل كبير من حيث عدد السكان والصناعة والتمويل والنشاط التجاري والسياحة. من خلال العمل مع جورج أوجين هوسمان، أنفق نابليون الثالث ببذخ لإعادة بناء المدينة وتحويلها إلى تحفة فنية على مستوى عالمي. عُزّزت السلامة المالية لجميع الشركات الست من خلال الضمانات الحكومية. على الرغم من أن فرنسا بدأت في وقت متأخر، إلا أنه بحلول عام 1870 كان لديها نظام سكك حديدية ممتاز مدعومٌ بالطرق والقنوات المائية والموانئ الجيدة.

## حكم نابليون الثالث
بالرغم من أن ألية الحكم في ظل الإمبراطورية الثانية مشابهة لتلك التي كانت تحت ظل الإمبراطورية الأولى، إلا أن تأسيسها كان مختلفاً. إن عمل الامبراطورية كما كرر غالبا الإمبراطور نابليون الثالث: كان قيادة الناس باطنياً إلى العدالة، وظاهرياً إلى السلام الدائم. بحفظ سلطته بالاقتراع العام ولومه الدائم من سجنه أو منفاه للحكومات الأوليغاريشية السابقة بإهمالها للوسائل الاجتماعية، فإنه بدأ بتنظيمه نظام حكم قائم على مبادئ أفكار نابليون، وانتخاب الناس كممثلين للديمقراطية، وهو بنفسه كممثل لنابليون الأول العظيم. 

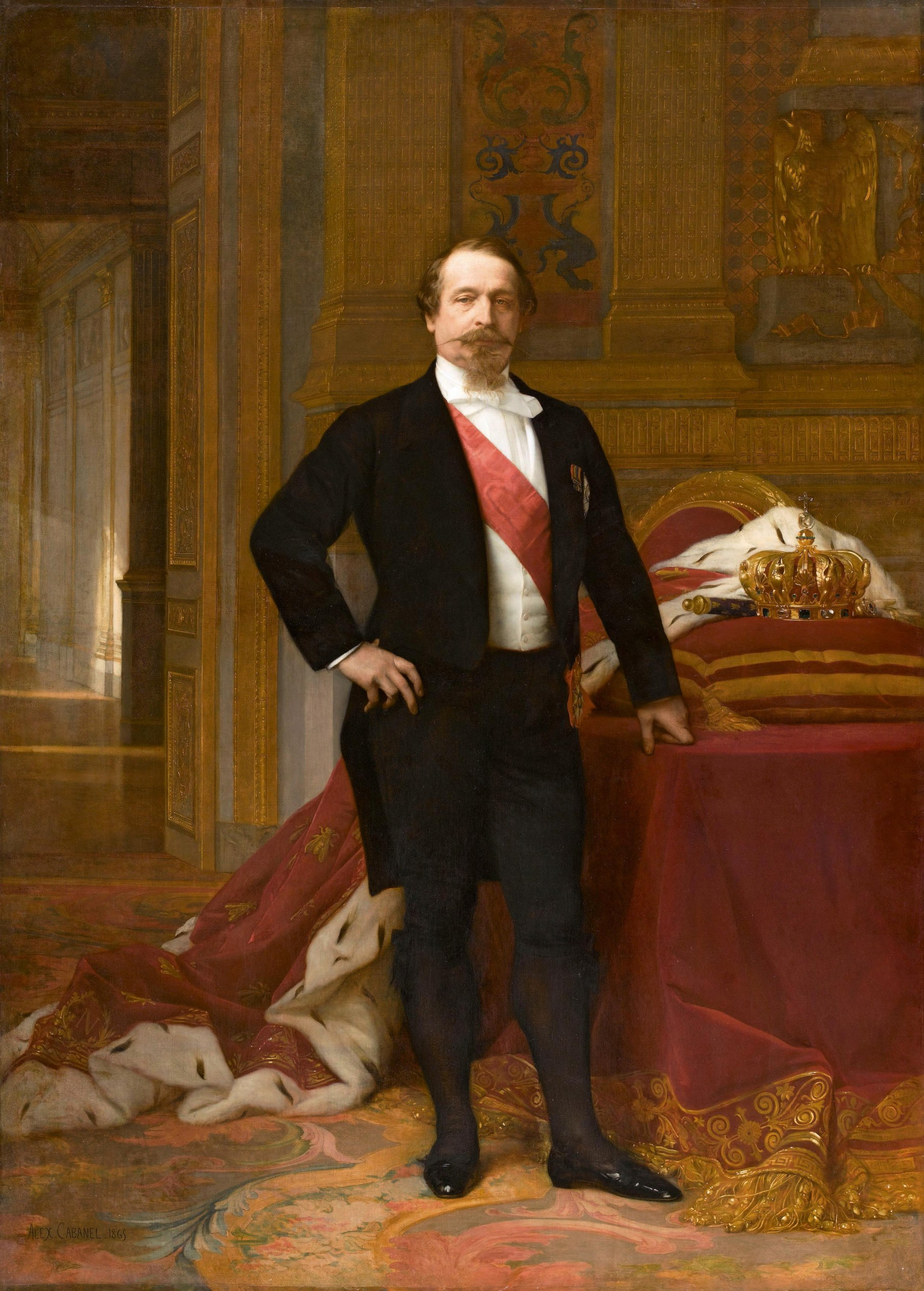
نابليون الثالث

لقد أعطى الدستور الفرنسي لعام 1852 الذي أنشأه نابليون الثالث كل السلطة التنفيدية للإمبراطور الذي يعتبر رئيس الدولة وهو وحده المسؤول أمام الشعب. وكان شعب الامبراطورية فاقدين للحقوق الديمقراطية ويعتمدون على رحمة الإمبراطور، أكثر من اعتمادهم على عمل ونشاط رجال السياسة.
وقد كان نابليون من يسمي أعضاء مجلس الدولة وواجبهم إعداد القوانين، ويسمي أيضا أعضاء مجلس الشيوخ الذي يعتبر كجزء أساسي من الإمبراطورية. وقد أضاف شيئاً واحداً وهو ما يسمى المجلس التشريعي الذي ينتخب بالاقتراع العام، لكن لم يكن له أية حقوق بالمبادرة، فكل القوانين تقترح من السلطة التنفيذية. صاحبت التغيير السياسي الجديد نفس العواقب التي صاحبت شهر الضباب (Brumaire). أثبت نابليون الثالث أن العدالة الاجتماعية لا تعني الحرية. لقد تصرف بطريقة غدت فيها مبادئ 1848 التي حافظ عليها، عبارة عن مبادئ صورية. لقد جمّد جميع القوى الوطنية الفاعلة، التي خلقت روح الخدمة العامة مثل البرلمان، والاقتراع العام، والصحافة، والتعليم والمنظمات. لم يسمح للنظام التشريعي بانتخاب رئيسه أو إدارة إجراءاته أو اقتراح القوانين أو تعديلاتها، أو التصويت على تفاصيل الميزانية، أو حتى مناقشة أموره العامة. تم مراقبة وضبط الاقتراع العام بشكل مشابه من خلال مرشحين رسميين ومنع حرية التعبير وتحرك المعارضة. خضعت الصحافة للرشاوي لضمان الدعاية والسلوك الجيد حيث طلبت السلطات إيقاف نشر بعض المقالات تحت عقوبة الحرمان من الوظيفة أو القمع، كما خضعت الكتب للمراقبة أيضا. ولقمع المعارضة، كان لا بد من مراقبة المشبوهين. فهجوم فيليس أورزيزني على الإمبراطور في عام 1858، جاء كذريعة لزيادة صرامة الحكم بقانون السلامة العامة الذي سمح بالاعتقال أو النفي لأي مشتبه به وبدون محاكمة. كذلك تم مراقبة التعليم العام ومنع تدريس الفلسفة في المدارس وزادت صرامة وقوة الحكومة.
عاشت فرنسا بدون ديمقراطية لمدة سبع سنوات، حكم فيها الإمبراطور بنتيجة سلسلة من الاستفتائات العامة. ولم يكن هناك معارضة حتى عام 1857. ومن ذلك التاريخ حتى عام 1860 اقتصرت المعارضة على خمسة أعضاء: (Darimon)، (Emile Ollivier)، (Hénon)، (Jules Favre)، (Ernest Picard). بقي المؤيدون للحكم الملكي غير ناشطين بعد المحاولة الجديدة وغير الناجحة التي قام بها فروسدورف في عام 1853 لإعادة خلق ملكية قوية على انقاض العائلتين الملكيتين.